# Andreuola
Andreuola è un personaggio del Decameron di Giovanni Boccaccio, protagonista della sesta novella della quarta giornata, raccontata da Panfilo.

## Trama della novella
Andreuola è una giovane donna di Brescia, figlia di messer Negro da Ponte Carraro. A causa dell'opposizione paterna sposa segretamente l'amato Gabriotto, un concittadino di modesta estrazione sociale. I due sono sempre costretti a vedersi di nascosto.
Una notte Andreuola vede in sogno la morte di Gabriotto; il mattino dopo incontra per strada il marito e tutta spaventata gliene parla. Gabriotto le dice che non bisogna credere ai sogni e la bacia per tranquillizzarla, dopodiché muore improvvisamente. In preda allo choc, Andreuola prende con sé il corpo dell'amato per portarlo nella casa dei suoceri: durante il cammino viene avvicinata dal podestà, che avendola da tempo concupita la accusa di aver provocato la morte del marito, dichiarandosi tuttavia disposto a lasciarla libera se lei accetterà di sposarlo. Andreuola si oppone; la situazione sta per degenerare, quand'ecco però arrivare messer Negro. La donna racconta tutto al padre, che si mostra comprensivo trascinandola quindi via con sé; nei giorni successivi il podestà ritorna alla carica, ma Andreuola, una volta celebrato il funerale di Gabriotto, sceglierà di entrare in convento.